# Sweet Night (canción de V)
"Sweet Night" es una canción grabada por el cantante surcoreano V de BTS como parte de la banda sonora de la serie de televisión surcoreana de 2020 Itaewon Class. Fue lanzado para descarga digital y transmisión el 13 de marzo de 2020 por Vlending Company.

## Desempeño comercial
"Sweet Night" debutó en el número 39 en la lista digital Gaon de Corea del Sur en la edición de la lista del 8 al 14 de marzo de 2020.